# Max Andreïevitch Reiter
Max Andreïevitch Reiter (en russe : Макс Андреевич Рейтер ou en letton : Maksis Reiters), né le 24 mai 1886 dans l'ouïezd de Windau dans le gouvernement de Courlande (Empire russe) et mort le 6 mai 1950 à Moscou en Union des républiques socialistes soviétiques, est un colonel-général soviétique.

## Biographie
Il est né en 1886 dans une famille de paysans lettons.
Il rejoint l'armée impériale russe. En 1910, il obtint son diplôme de l'école militaire d'Irkoutsk. Durant la Première Guerre mondiale, il commande une compagnie sur le Front du Caucase. En février 1918, il est fait prisonnier par les Allemands  et est envoyé dans un camp de prisonniers de guerre en province de Prusse-Orientale. À son retour en 1919, il rejoint les bolcheviks et rejoint l'armée rouge en 1919.
Il participe à la guerre civile russe. Il devient commandant adjoint d'un régiment. En 1920, il combat durant la guerre soviéto-polonaise. En 1921, il participe à la répression de la révolte de Kronstadt. En 1921, il commande le 97e régiment d'infanterie. De 1924 à 1929, il est membre de la deuxième division d'infanterie. En 1929 il participe à la Bataille de Khalkhin Gol. En 1932, il est nommé commandant de la 73e division d'infanterie du district militaire de Sibérie. En 1935, il étudie à l'Académie militaire Frounze. Il est promu lieutenant général en juillet 1940.
Durant la Seconde Guerre mondiale, d'août à décembre 1941, il participe au Front de Briansk. De mars à septembre 1942, il commande la 20e armée du front occidental. Il est promu colonel-général en janvier 1943. Il était commandant adjoint du front de Voronezh d'août à septembre 1943 et commandant du district militaire du sud de l'Oural de septembre 1943 à juillet 1945.